# 2.5次元音樂劇
2.5次元音樂劇（日語：2.5次元ミュージカル），也稱為2.5次元舞台劇（日語：2.5次元舞台），是一種以改編自漫畫、動畫、遊戲等作品，流行於日本的表演艺术（主要以音樂劇的形式出现），也就是在三次元（现实生活）中表演二次元的故事。
2013年，日本演出了約70部2.5次元音樂劇，吸引了至少160萬觀眾，其中大部分為十幾歲和二十幾歲的女性。2.5次元音樂劇被視為許多日本年輕演員的起點。

## 定義
2.5次元音樂劇的定義是透過化妝與服裝，準確地讓演員像原作角色，以及演員模仿原作中誇張的表情，並且將原作的背景特效表演出來。其導演大多為作詞家。隨著科技發展，一些現代的2.5次元音樂劇會使用光雕投影技術，將背景和特效投影到舞台和螢幕上。根據日本2.5次元音樂劇協會的說法，這個術語並不僅限於音樂劇，還可用於戲劇。

## 原作
2.5次元音樂劇的原作作品大多選自已經流行的漫畫、動畫和遊戲，尤其是受女性歡迎的漫畫最容易被改編成音樂劇，如《網球王子》和《飆速宅男》等。
男性向的作品則比較少被改編，雖然有《櫻花大戰》、《幸運☆星》、《迷糊餐廳》、《命運石之門》等作品被改編，但只有《櫻花大戰》有長期演出，多數作品只演出2週就結束了。

## 歷史
最早改編自漫畫的作品有1966年江利智惠美特別演出的音樂劇《海螺小姐》與1969年於芸術座演出的《巨人之星》。
1974年，寶塚歌劇團演出改編自漫畫的音樂劇《凡爾賽玫瑰》後一炮而紅，被視為最成功的舞台劇，據說是2.5次元音樂劇的起源。但當時的音樂劇是以寶塚的風格演出，與現代的音樂劇特徵不同。
改編自動畫的作品如1985年IMAGINE Musical演出的《愛少女波麗安娜物語》等，另外還有四季剧团將許多迪士尼動畫改編成音樂劇，做為該劇團的節目之一。
1990年代初期，剛出道的SMAP將《聖鬥士星矢》改編成音樂劇，並成為了現代2.5次元音樂劇的基礎，由帥氣男演員飾演受女性觀眾喜歡的作品，如1993年至2005年的萬代版《美少女戰士》等，然而這些作品表現普通，被稱為。
《聖鬥士星矢》的製作人片岡義朗之後又繼續將漫畫與動畫改編成舞台劇，像是《網球王子》。《網球王子音樂劇》於2003年4月30日在東京藝術劇場演出。《網球王子音樂劇》是一部具備了後來成為主流的所有元素的作品：全男性演員、原作為深受女性歡迎的漫畫、以及有多種角色的運動類作品。然而當時人們對音樂劇不熟悉，知名度並不高。雖然有70%的座位被坐滿，但坐在前排的原作的女粉絲非常安靜，似乎只是來購買週邊商品的。但第一幕結束後，觀眾開始給予掌聲，並用手機分享他們的感想。由於口耳相传，其收視人數逐漸增加，成為長期熱門劇，最終播放期間總共吸引了約200萬人觀看。
為了因應這一流行趨勢，集英社陸續將《火影忍者》、《BLEACH》、《排球少年！！》等《週刊少年Jump》的熱門作品改編成音樂劇。其他出版社也紛紛效仿，將《飆速宅男》等受女性歡迎的漫畫改變成音樂劇。遊戲《戰國BASARA》也被改變成音樂劇。
2014年，音樂劇《網球王子》的首任導演松田誠成立了「一般社團法人日本2.5次元音樂劇協會」，使「2.5次元音樂劇」一詞被法典化，成為協會的注册商标。
2015年10月，演出了改編自DMM.com的遊戲《刀劍亂舞》的音樂劇版《音樂劇刀劍亂舞》，並於2018年第69回NHK紅白歌合戰演出。該劇由NELKE PLANNING製作，該公司還製作了《網球王子音樂劇》和改編自手機遊戲《A3!》的音樂劇。
2018年，東京動畫與聲優學校增設「2.5次元音樂劇研究課程」。2018年4月，曾演出舞台劇版《火影忍者》的我愛羅和《排球少年！！》的日向翔陽的演員須賀健太，被任命為日本2.5次元音樂劇協會的海外大使。截至2018年，2.5次元音樂劇市場較前一年增加44.9%，總規模達226億日圓。

## 非音樂劇

### 芭蕾舞
芭蕾舞方面，STAR DANCERS 芭蕾舞團自1995年開始，演出了改編自《勇者鬥惡龍系列》的《芭蕾舞版勇者鬥惡龍》。

### 歌舞伎
歌舞伎方面，演出了一些由漫畫改編的作品，如改編自《ONE PIECE》的《超級歌舞伎II ONE PIECE》，以及改編自《風之谷》的許多歌舞伎作品。

## 外部連結
- 日本2.5次元音樂劇協會的官方網站